# Petrova (Maramureș)
Petrova es una comuna ubicada en el distrito de Maramureș, Rumania.

## Superficie
Cuenta con una superficie de 42,05 kilómetros cuadrados.

## Demografía
Hasta 2021 la población era de 2285 habitantes, con una densidad de población de 54,34 habitantes por kilómetro cuadrado.